# John Liu
John Liu (chinesisch 劉忠良; * 20. Mai 1944 als Liu Chungliang in Taiwan) ist ein taiwanischer Schauspieler und Kampfkünstler. Er trat hauptsächlich in taiwanischen Kampfkunstfilmen und Actionfilmen mit eher niedrigem Budget auf.

## Karriere
Von seinem Großvater lernte Liu die Kampfkunst vom japanischen Karate bis hin zu chinesischen gemischten Kampfkunststilen. In den 1960er Jahren traf er Tan Tao-liang, der als Kampfkunstlehrer an der National Taiwan University arbeitete und der ihm koreanisches Taekwondo beibringen sollte.
Laut Tan war Liu bei seinen Tritten nicht wirklich flexibel, als sie das erste Mal aufeinander trafen. Aber durch Tans Unterricht und Einfluss war Liu in der Lage die Flexibilität seiner Beine stark zu verbessern.
Liu wird oft im Zusammenhang mit Bruce Lee als einer der besten Kicker in Kampfkunstfilmen der 1970er und 1980er Jahre bezeichnet.
Im Jahr 1972 gab er im Film „Great Boxer“ als Yanoryu Karateka sein erfolgloses Kino-Debüt. Sein erster großer Erfolg kam dann mit „Secret Rivals“, den er zusammen mit Hwang Jang-lee und Don Wong Tao drehte. Regisseur Ng See-yuen machte Liu außerdem mit Filmen wie „Snuff Bottle Connection“ und „Secret Rivals 2“ bekannt. Kombiniert mit erstaunlichen Choreographien von Yuen Woo-ping, Corey Yuen und Alan Chui Chung-San brachten Lius Darbietungen ihm den nötigen Erfolg.
1981 gründete Liu seine eigene Produktionsfirma unter dem Namen John Liu’s (HK) Film Corp. und führte zunächst Regie bei drei Low-Budget-Actionfilmen (Zen Kwan Do Strikes Paris (1981), In the Claws of CIA (1981) und Dragon Blood (1982)), die allesamt in Paris und Mexiko spielen.
Durch die Erfolglosigkeit seiner Regie zog er sich aus dem Filmgeschäft zurück und begann seine eigene Kampfkunstform zu entwickeln, die als Zen Kwan Do bekannt und nach seinem Lehrer Liu Zen benannt ist. Lius Kampfkunstform basiert auf Lau Gar Kung Fu, die mit einer Mischung aus Tae Kwon Do und Karate kombiniert wird. Die Form wurde in den 1980er Jahren in Frankreich verbreitet, als Liu dort „Zen Kwon Do Strikes Paris“ drehte, und hat bis heute eine treue Anhängerschaft.
1984 führte er Regie bei dem Film „New York Ninja“, der in New York City gedreht wurde, aber allerdings nie geschnitten wurde und daher jahrzehntelang im Archiv liegen blieb. Im Jahr 2020 erwarb der Heimvideovertrieb Vinegar Syndrome das Filmmaterial und bearbeitete – ohne Zugang zu Audio, Storyboards oder Skripten aus der Originalproduktion – eine rekonstruierte Version des Films, die mit neuen Dialogen von Schauspielern wie u. a. Don Wilson, Cynthia Rothrock und Michael Berryman aufgenommen und synchronisiert wurden. Die neue Hybridproduktion wurde schließlich im November 2021 veröffentlicht.

## Filmografie (Auswahl)
- 1976: Die Zwillingsbrüder von Bruce Lee (The Secret Rivals)
- 1977: Eine Prise für tödliche Pfeifen
- 1977: Die Stahlfaust
- 1977: Kung Fu Man
- 1977: Bruce Lee – Wir rächen dich (The Secret Rivals 2)
- 1978: Karato – Der Todesstoss
- 1978: Shaolin – Warteliste des Todes (The Mars Villa)
- 1979: Die Rache der gelben Spinne
- 1979: Todesgrüße von Bruce Lee (The Dragon the Hero)
- 1979: Das Todescamp der Shaolin
- 1979: Der Superfuss der Shaolin
- 1979: Der Vollstrecker der Shaolin
- 1980: Fausthieb des Todes
- 1982: In den Klauen des CIA
- 1982: Dragon Blood
- 1998: Trinity Goes East

### Regie
- 1980: Fausthieb des Todes
- 1982: In den Klauen des CIA
- 2021: New York Ninja (auch Drehbuch)